# Мончалово (сельское поселение Есинка)
Монча́лово — посёлок в Ржевском районе Тверской области России. Относится к сельскому поселению «Есинка». В 2,5 км к северо-западу — одноимённая деревня Мончалово.

## География
Железнодорожная станция (Манчалово) линии «Москва — Великие Луки — Рига» в 13 км к западу от Ржева, 250 км от Москвы. Подъезд (2 км) от автодороги М9 «Москва — Рига».
От станции отходила ветка на Мончаловский известковый завод (посёлок Заволжский) (разобрана в начале 2000-х гг.).

## История
Посёлок возник при станции Московско-Виндаво-Рыбинской железной дороги, открытой в 1901 году. Название от соседней деревни Мончалово Становской волости Ржевского уезда.
В мае 1943 года в посёлке была сформирована 154-я стрелковая дивизия.
С 1990 года на территории в/ч 67730 существует братская могила, где захоронены останки погибших воинов Красной армии из деревень Брехово, Гончары, Ерзово, Кавезино, Мончалово, Окороково, Прысково, Ступино и Шунино. Всего захоронено 136 воинов.
Население по переписи 2002 года — 564 человека: 333 мужчины и 231 женщина.

## Население
| 2008 | 2010 |
| ---- | ---- |
| 422  | ↘364 |